# Milk & Honey
Milk & Honey (em hebraico: חלב ודבש Chalav U'Dvash) foi um grupo vocal israelense. A formação original consistia em Shmulik Bilu, Reuven Gvirtz, Yehuda Tamir e Gali Atari.

## História
O grupo foi montado em 1978 pelo produtor Shlomo Zach e pelo compositor Kobi Oshrat, depois que Hakol Over Habibi e Yardena Arazi recusaram a oportunidade de interpretar a canção "Hallelujah" de Oshrat na seleção nacional israelense para o Festival Eurovisão da Canção 1979. Milk and Honey acabou por vencer a seleção nacional, e também venceu o Festival Eurovisão da Canção 1979. "Hallelujah" atingiu o pico no UK Singles Chart em #5 em abril de 1979. O grupo teve um outro sucesso internacional, "Goodbye New York".
Menos de um ano após o concurso de canções, Atari se aposentou do Milk and Honey e foi substituído por Leah Lupatin em 1981. No mesmo ano, a Atari processou Zach por royalties não pagos; em 1994, um tribunal israelense decidiu a favor da Atari, ordenando que Zach pagasse os royalties.  Posteriormente, em 2003, Zach e seus sócios processaram Oshrat, alegando que Oshrat também deveria ter contribuído para os pagamentos feitos à Atari, já que ele era sócio do grupo. Essa ação foi resolvida em 2009 por meio de mediação.
Leite e Mel disputaram a final nacional em mais duas ocasiões; eles interpretaram a música "Serenada" em 1981, ficando em quarto lugar, e "Ani Ma'amin" em 1989, onde ficaram em oitavo. Gvirtz e Tamir acompanharam o concurso israelense de canções em 1988.
Shmulik Bilu morreu no Hospital Ichilov, em Tel Aviv, em 31 de dezembro de 2023, aos 71 anos.